# Trioza vitrioradiata
Trioza vitrioradiata är en insektsart som först beskrevs av William Miles Maskell 1879.  Trioza vitrioradiata ingår i släktet Trioza och familjen spetsbladloppor. Inga underarter finns listade i Catalogue of Life.